# Погарський район
Погарський муніципальний район — адміністративна одиниця на півдні Брянської області Росії.
Адміністративний центр — селище Погар.

## Географія
Площа району — 1210 км². Основні річки — Судость, Вара, Вабля.

## Природні ресурси
На території району ведеться видобуток піску, глини, торфу.

## Екологія
Аварія на Чорнобильській АЕС привела до погіршення екологічної обстановки в районі. Практично весь район піддався радіаційному забрудненню (1-5 Кі/км²).
Забруднення річки Вабля відходами стародубських підприємств, головним чином ВАТ «Стародубський маслосиирзавод», привело до екологічної катастрофи. По Ваблі отрутні стоки попадають в Судость.

## Демографія
Населення району становить 34,1 тис. чоловік, у тому числі в міських умовах проживають близько 11 тис. Усього налічується 132 населених пункти.

## Люди
В районі народилися:
- Гриневський Ілля Самсонович (1898—1993) — російський письменник (Гриньов);
- Халецький Олексій Федорович (1926) — Герой Радянського Союзу (село Юдіново);
- Шаройко Василь Никифорович (1929) — український письменник (село Андрійковичі).